# Ramon Bejarano

Wappen von Ramon Bejarano

Ramon Bejarano (* 17. Juli 1969 in Laredo, Texas) ist ein US-amerikanischer römisch-katholischer Geistlicher und Weihbischof in San Diego.

## Leben
Ramon Bejarano studierte von 1989 bis 1992 am Diözesanseminar des Erzbistums Tijuana und anschließend am Mount Angel Seminary in Oregon City. Am 15. August 1998 spendete ihm Bischof Donald William Montrose das Sakrament der Priesterweihe für das Bistum Stockton.
Nach der Priesterweihe war er in der Pfarrseelsorge tätig, zuletzt seit 2008 als Pfarrer in Modesto. Er gehörte dem Priesterrat und dem Konsultorenkollegium des Bistums Stockton an.
Papst Franziskus ernannte ihn am 27. Februar 2020 zum Weihbischof in San Diego und zum Titularbischof von Carpi. Der Bischof von San Diego, Robert Walter McElroy, spendete ihm am 14. Juli desselben Jahres die Bischofsweihe. Mitkonsekratoren waren der Erzbischof von San Antonio, Gustavo García-Siller MSpS, und der Bischof von Stockton, Myron Joseph Cotta.